# سایوز تی‌ام‌ای-۱۹ام
سایوز-تی‌ام‌ای-۱۹ام (به روسی: Союз )(به معنای اتحاد) یک مأموریت سرنشین دار سازمان ملی فضانوردی روسیه به سمت ایستگاه فضایی بین‌المللی محسوب می‌شود.

همچنین فضاپیمای این مأموریت وظیفه ارسال و بازگرداندن تعدادی از فضانوردان گروه اعزامی ۴۶ و گروه اعزامی ۴۷ را نیز بر عهده داشت.

## خدمه مأموریت
خدمهٔ این پرواز شامل یک فرماندهٔ روس و دو فضانورد آمریکایی و بریتانیایی شامل یوری مالنچنکو از سازمان فضایی فدرال روسیه، تیمونی کوپرا از ناسا و تیموتی پیکه از آژانس فضایی اروپا بودند.
| نام           | ملیت                | تعداد پرواز | نقش عملیاتی | تصویر |
| یوری مالنچنکو | روسیه               | ۶           | فرمانده     |       |
| تیمونی کوپرا  | ایالات متحده آمریکا | ۲           | مهندس پرواز |       |
| تیموتی پیکه   | بریتانیا            | ۱           | مهندس پرواز |       |

### جانشینان
جانشینان خدمهٔ اصلی شامل آناتولی ایوانیشین از سازمان فضایی فدرال روسیه، تاکویا اونیشی از آژانس کاوش‌های هوافضای ژاپن و کاتلین روبینز از ناسا بودند.

## نگارخانه

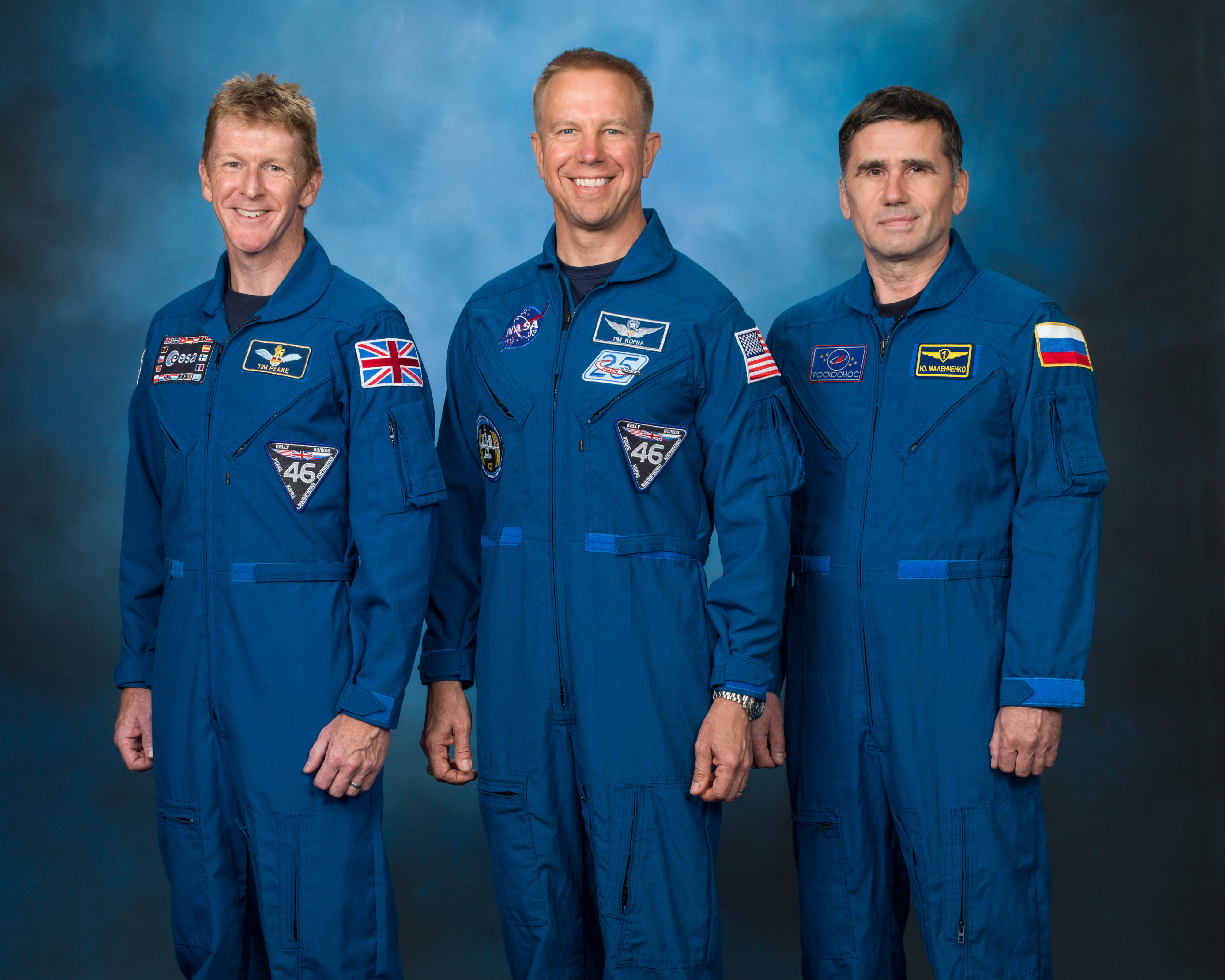
فضانوردان اصلی تی‌ام‌ای-۱۹ام
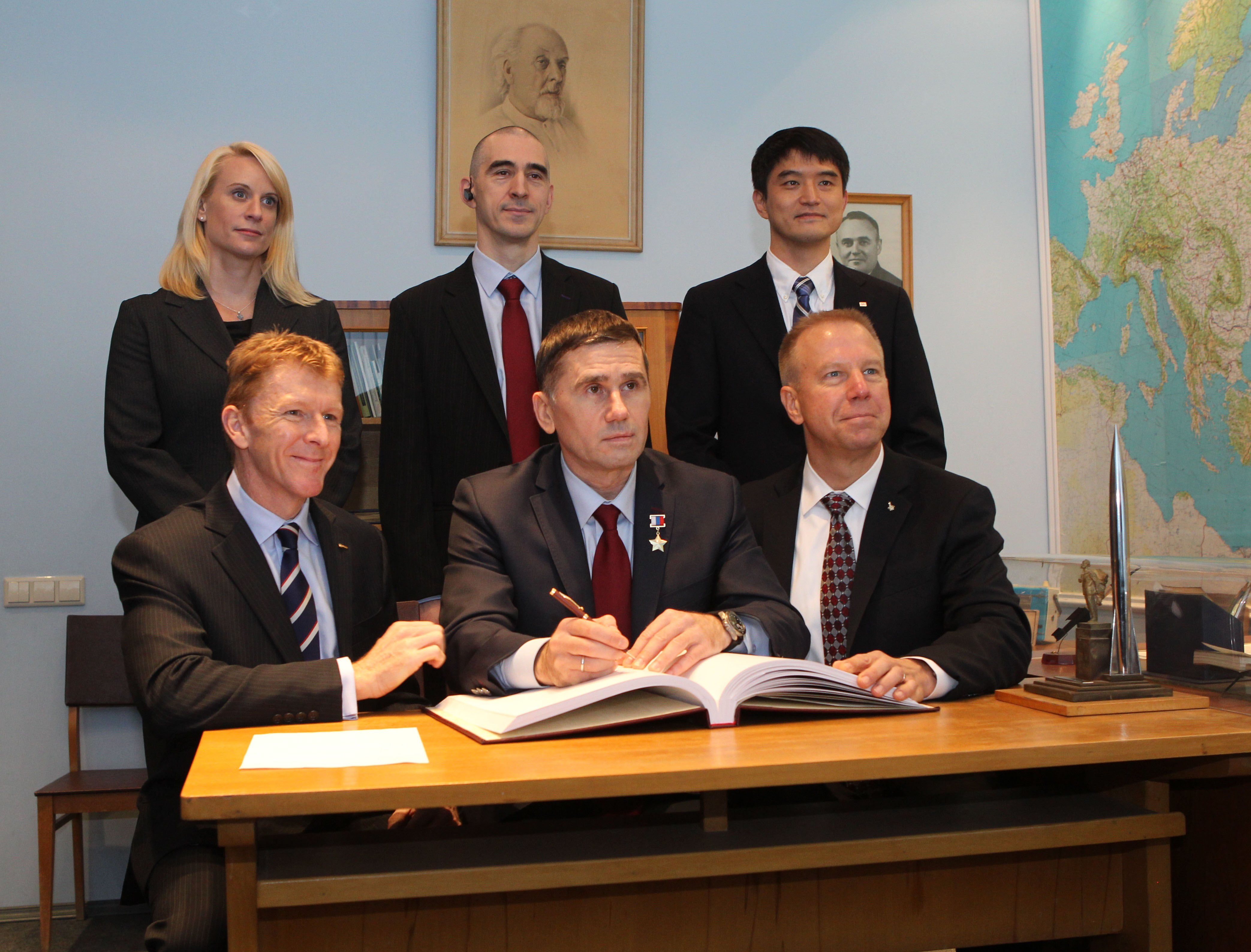
فضانوردان اصلی و پشتیبان تی‌ام‌ای-۱۹ام
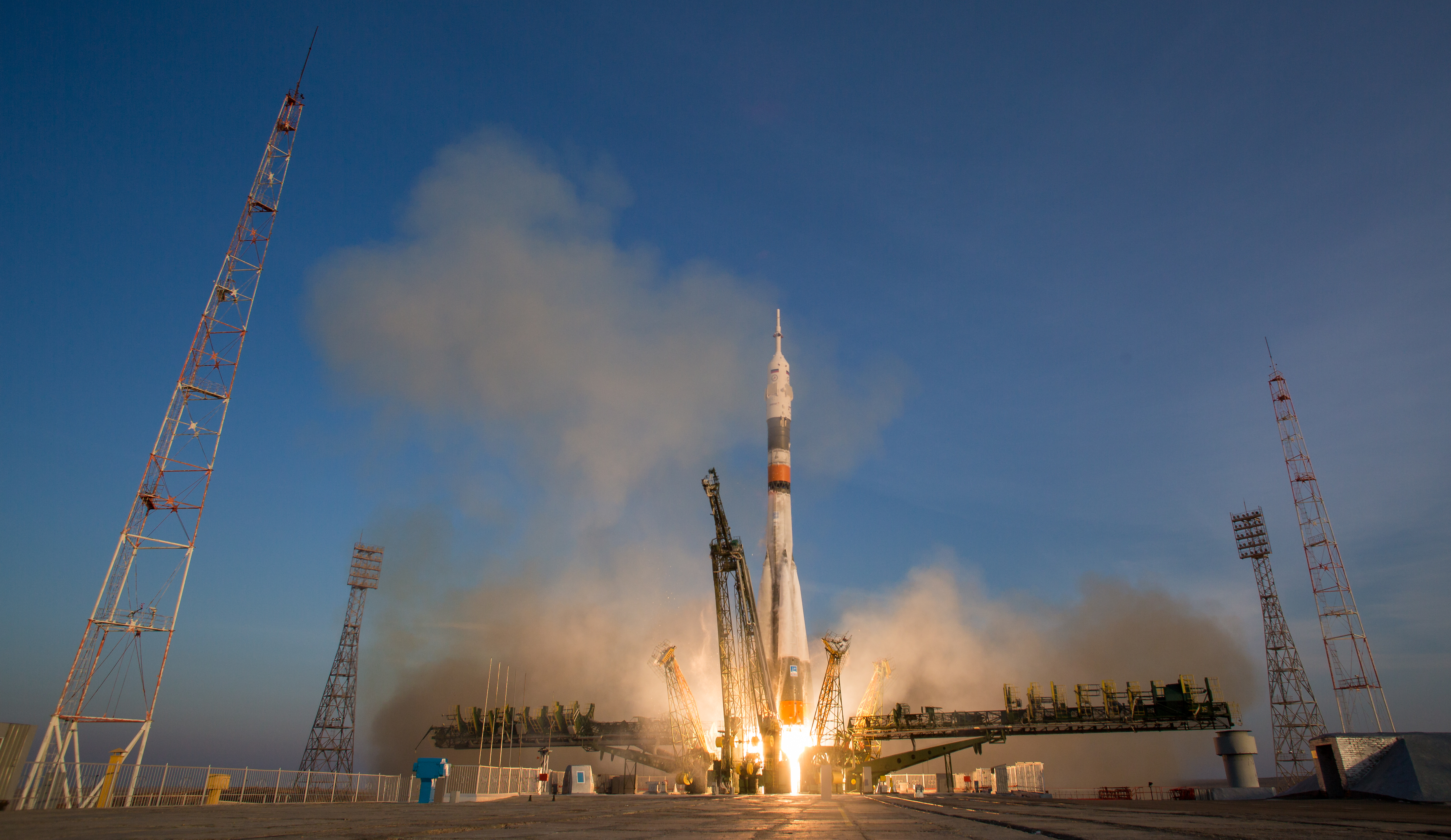
پرتاب تی‌ام‌ای-۱۹ام
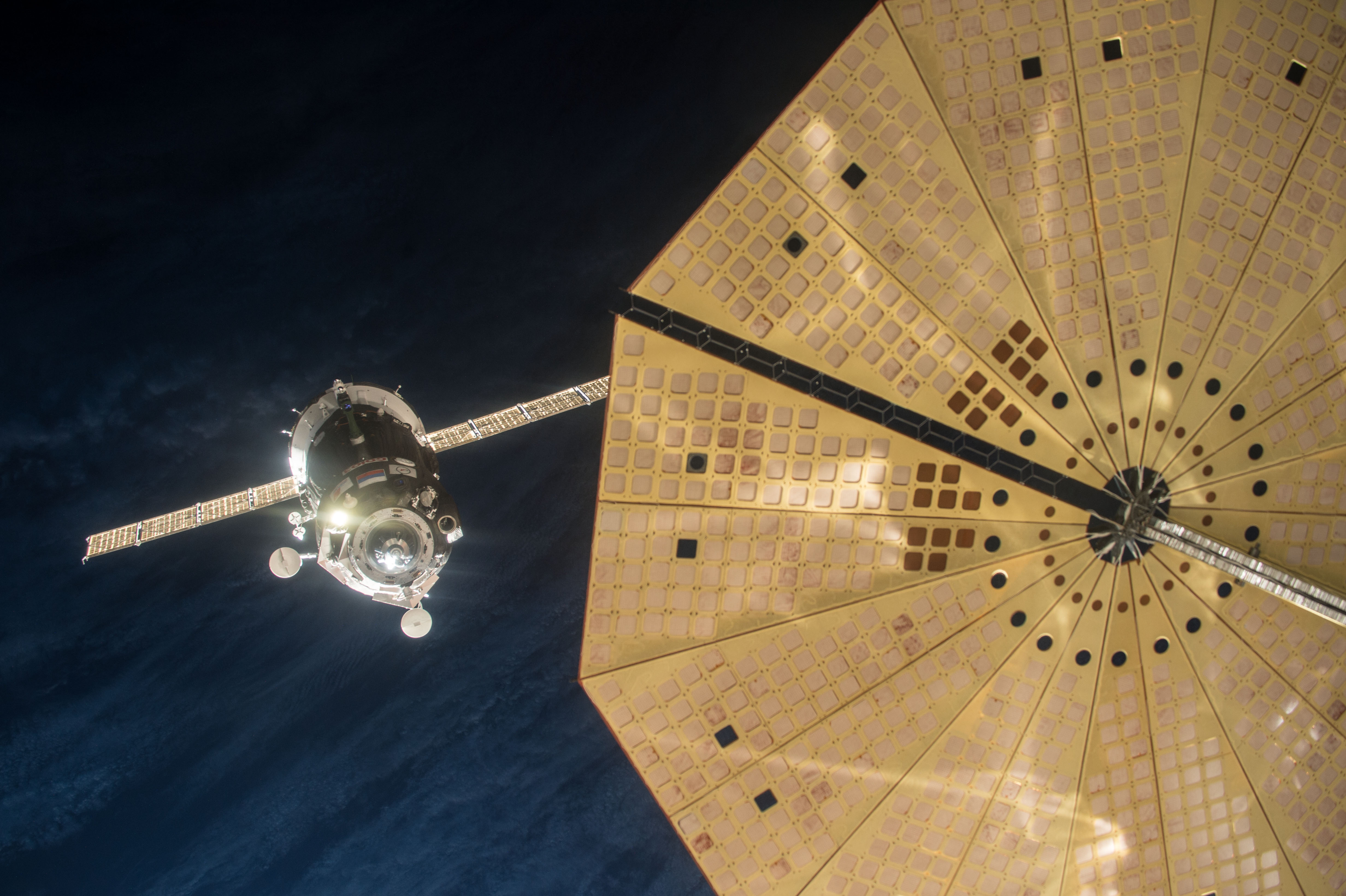
تی‌ام‌ای-۱۹ام به ایستگاه نزدیک می‌شود
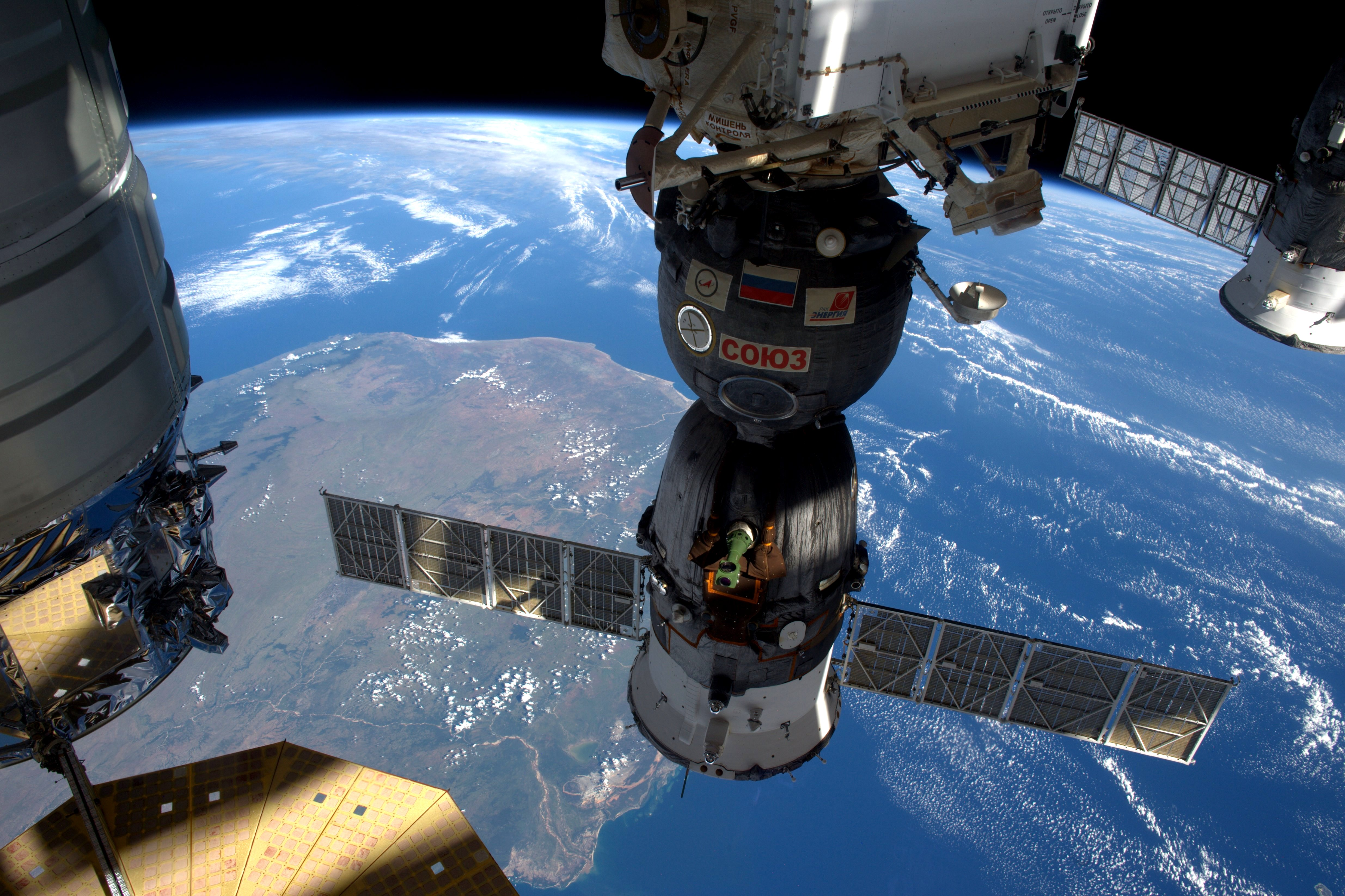
تی‌ام‌ای-۱۹ام متصل به ایستگاه
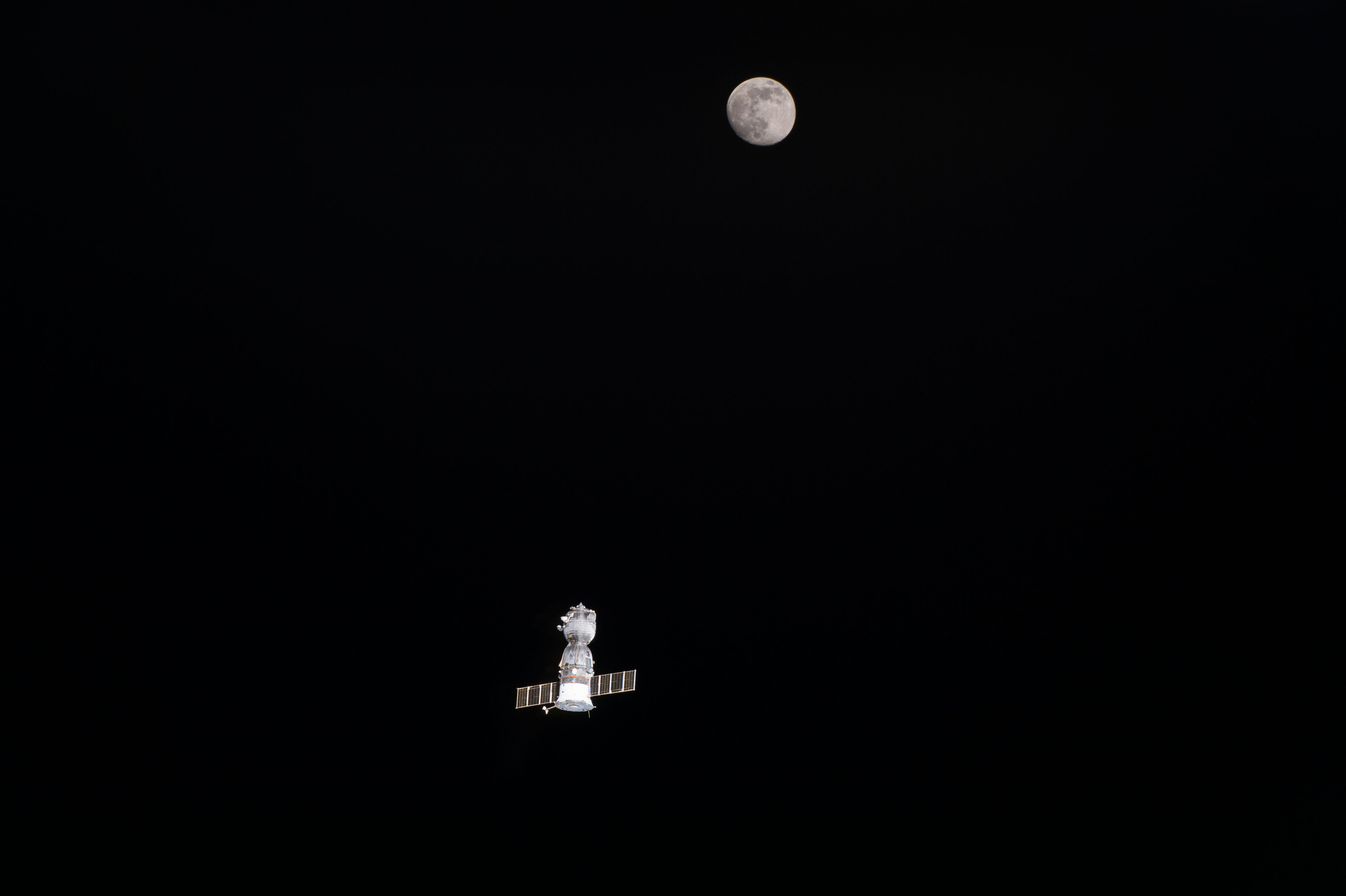
تی‌ام‌ای-۱۹ام در راه بازگشت به زمین
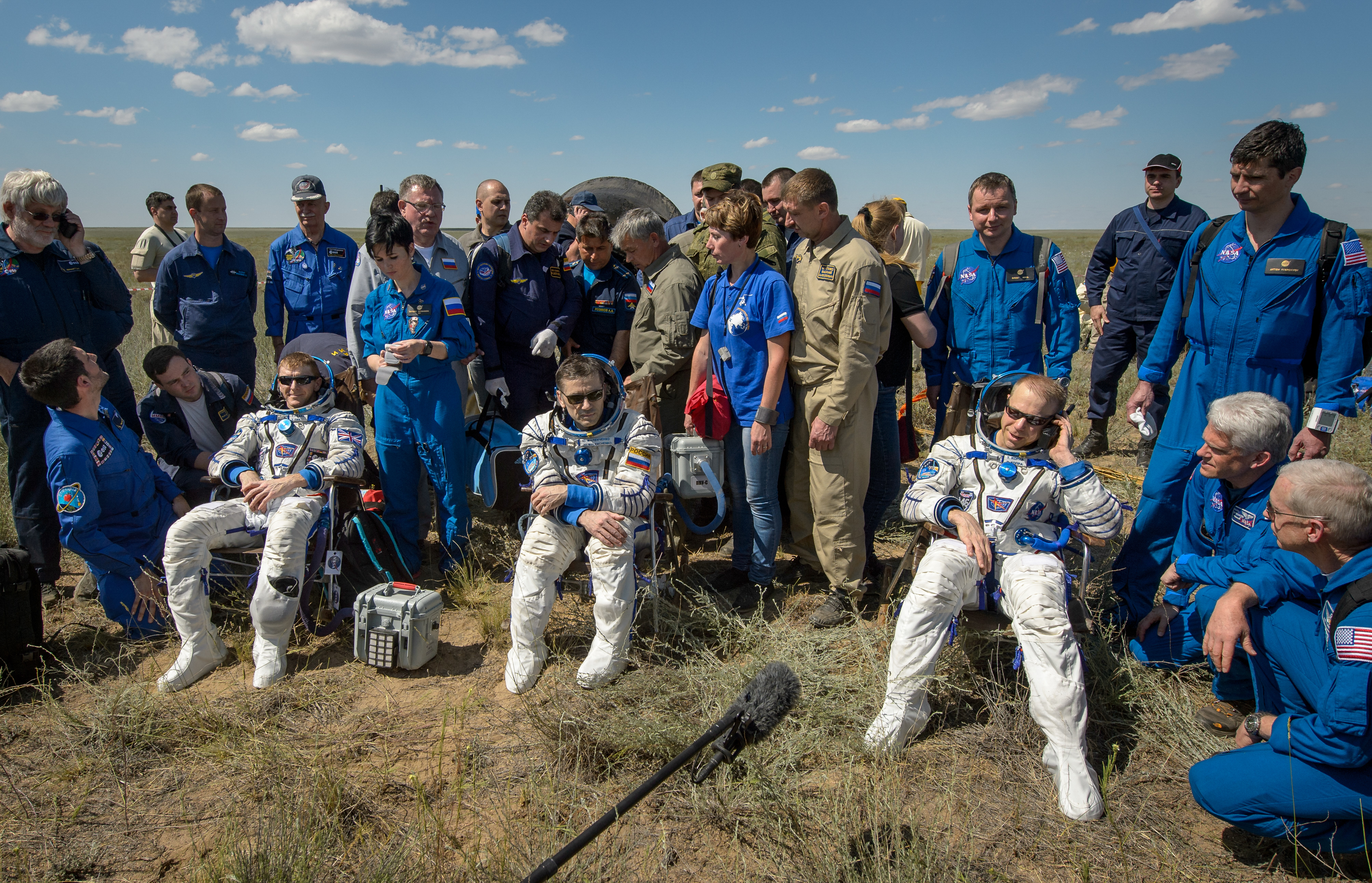
گروه اعزامی ۴۷ پس از فرود